# René Résal
René Résal, né le 2 novembre 1898 à Plombières-les-Bains et mort le 8 août 1967 dans le 5e arrondissement de Marseille, est un athlète français.

## Carrière
René Résal remporte le titre national sur 400 mètres haies à deux reprises, aux Championnats de France d'athlétisme 1923 à Paris et aux Championnats de France d'athlétisme 1925 à Colombes.